# Ка'анапали
Ка'анапали (енгл. Kaanapali) насељено је место за статистичке потребе у америчкој савезној држави Хаваји. По попису становништва из 2010. у њему је живело 1.045 становника.

## Демографија
Према попису становништва из 2010. у граду је живело 1.045 становника, што је -330 (-24.0%) становника више него 2000. године.
| Група             | 2000.         | 2010.       |
| Белци             | 1.003 (72,9%) | 850 (81,3%) |
| Афроамериканци    | 13 (0,9%)     | 0 (0,0%)    |
| Азијати           | 102 (7,4%)    | 67 (6,4%)   |
| Хиспаноамериканци | 145 (10,5%)   | 56 (5,4%)   |
| Укупно            | 1.375         | 1.045       |